# Балоч, Кандил
Кандил Балоч (1 марта 1990 — 15 июля 2016) — пакистанская певица, актриса и блогер. Первая пакистанская звезда социальных сетей. 15 июля 2016 года её задушил родной брат Васим. Это было т. н. «убийство чести», поскольку по мнению Васима, видеоролики и фотографии, которые Кандил публиковала в социальных сетях, унижали честь семьи (см. ниже «Обстоятельства гибели» ).

## Биография
Настоящее имя Фоюза Азим (Fouzia Azeem). По документам родом из бедной семьи в провинциальном Пенджабе. По утверждениям самой Кандил, родилась в семье богатого землевладельца.

## Обстоятельства гибели
Артистическая карьера Кандил вызывала неприятие соседей Васила. По сведениям прессы, один из соседей сказал Василу:

Твоя сестра поет и пляшет в нижнем белье, а ты ведешь роскошную жизнь на её деньги, у тебя нет чести (ghairat)

На пресс-конференции после ареста Васил заявил:
Все дело в том, что она появлялась в Фейсбуке.
Позднее он сказал следователю:

Она сделала нашу жизнь очень трудной и у меня не было иного выхода.
Через три года после убийства суд приговорил Васила к пожизненному заключению.

## Социальная роль
Некоторые СМИ сравнивали её с Ким Кардашьян, потому они обе были в центре внимания во многом благодаря своей активности в соцсетях и экстравагантому поведению. Однако пакистанские эксперты считают, что влияние Балоч было иным — она выступала с социальными заявлениями и политическими лозунгами.
Среди прочего, Балоч высказывалась против патриархальной системы своей страны. Для многих девушек Пакистана Балоч стала символом феминизма.